# شهرستان آنوکا (مینه‌سوتا)
شهرستان آنوکا، مینه‌سوتا (به انگلیسی: Anoka County, Minnesota) شهرستانی در ایالات متحده آمریکا است که در مینه‌سوتا واقع شده‌است.